# Gerd Becker (Handballspieler)
Gerd Becker (* 12. April 1953 in Minden) ist ein ehemaliger deutscher Handballspieler. Der mittlere Rückraumspieler spielte für den TSV Grün-Weiß Dankersen in der Bundesliga, mit dem er Deutscher Meister wurde. Er bestritt 31 Länderspiele für die deutsche Nationalmannschaft, mit der er 1976 an den Olympischen Spielen in Montreal teilnahm.

## Karriere
Der 1,88 m große Becker wechselte 1970 vom TuS Minderheide zum TSV Grün-Weiß Dankersen. 1972 wurde er mit der A-Jugend und 1977 mit der ersten Mannschaft Deutscher Meister, nachdem es zuvor nur zu zwei Vize-Meisterschaften gereicht hatte. Er gewann dreimal den DHB-Pokal und stand im Finale des Europapokals der Pokalsieger, wo er Sekunden vor Ablauf der regulären Spielzeit mit einem Wurf das Siegtor verpasste. 1981 stieg die Mannschaft in die 2. Bundesliga ab und Becker beendete mit 28 Jahren seine Karriere, um sich auf seinen Beruf als Zahnarzt zu konzentrieren.
Becker war zunächst Jugend-Nationalspieler und war Teil der Mannschaft, die am 28. November 1970 das erste Jugend-Länderspiel in der Geschichte des DHB gegen Dänemark in Minden bestritt. Er debütierte am 1. Juli 1974 gegen Israel in Cholon für die deutsche Nationalmannschaft. Bei den Olympischen Spielen 1976 verpasste er mit dem vierten Platz eine Medaille.
Derzeit betreibt er mit zwei weiteren Ärzten das Zahnheilkunde-Zentrum Minden. Er ist verheiratet und hat zwei Kinder. Seit 2011 ist er Beiratsmitglied von GWD Minden.

## Erfolge
- Deutscher Meister (2): 1972 AJgd, 1977
  - Deutscher Vizemeister (2): 1975, 1976
- DHB-Pokal-Sieger (3): 1975, 1976, 1979
  - Vize-Europapokalsieger der Pokalsieger (1): 1976
  - 4. Platz bei den Olympischen Spielen (1): 1976